# Zelocotitlán
Zelocotitlán es una localidad del estado mexicano de Guerrero. Es parte del municipio de Chilapa de Álvarez.

## Toponimia
El nombre «Zelocotitlán» proviene de los términos en náhuatl: xeloa, división o partición; coltic, curvado; tlan, lugar de abundancia. Su significado es «lugar partido».

## Demografía
| Gráfica de evolución demográfica |
|                                  |

| Censo | Población |
| ----- | --------- |
| 1910  | 211       |
| 1921  | 160       |
| 1930  | 194       |
| 1940  | 294       |
| 1950  | 414       |
| 1960  | 614       |
| 1970  | 817       |
| 1980  | 781       |
| 1990  | 781       |
| 2000  | 1 148     |
| 2010  | 1 109     |
| 2020  | 1 076     |